# 森崎まみ
森崎 まみ（もりさき まみ、1978年12月16日 - ）は、日本の女性タレント、グラビアアイドル。愛知県岡崎市出身。プラチナムプロダクション所属。

## 略歴
母親が鹿児島県出身。6歳下の妹がいる。岡崎市立城北中学校を経て、愛知県立岡崎商業高等学校に進学。高校時代はテニス部に入っていた。
18歳の時、雛形あきこに憧れてグラビアアイドルを目指すようになる。高校卒業後は地元のゴルフ場に就職。しかし芸能界に入る夢を捨てきれず2003年秋に上京し、2006年8月にプラチナムプロダクションと契約を結ぶ。2007年には田中涼子、鵜飼りえ、中山エリサと共にSUPER GT「DHG ほわぃてぃず」としてレースクイーン活動を行った。
2008年12月15日、ROLLYプロデュースのもと、りりあん、森沢音と一緒にユニットを結成。2009年2月5日から浅草マルベル堂でブロマイドを発売開始した後、同年4月29日、ROLLYプロデュースのユニット名が「たれめのロリーズ」に決定、デビュー曲「恋のおねだり人形」も発表した。
2011年4月7日、ニコニコ動画内「ビックリ汁＆漫画家だらけのハッピーアワー」にて年齢を3歳鯖読みしていたことを告白した。
2011年8月13日、セクシー☆オールシスターズを構成するユニット「美脚戦隊スレンダーDX」に加入（スカイブルー担当）。2012年1月25日、美脚戦隊スレンダーDXの1stシングル「美脚時代」発売（オリコン27位）。
2014年、双葉社『漫画アクション』主催のミス・コンテスト「ミスアクション2015」に満36歳でエントリーしファイナリストまで進んだが、グランプリ受賞はならなかった。

## 人物
- 趣味：野球観戦、食べ歩き、ジム通い、ゲーム[10]。

## 主な活動

### レースクイーン
- SUPER GT「DHG ほわぃてぃず」（2007年）

### テレビ
- 『ぷっ』すま グラビアアイドル×ペットリアル神経衰弱（2007年1月16日、テレビ朝日）
- 26時間ちょっとテレビ～日本テレビ系人気番組開運年越し祭～ 幹事さまぁ〜ず 女だらけの大新年会（生）アイドルいちご祭り2008（2007年12月31日、日本テレビ）
- アドレな!ガレッジ（2008年10月21日、テレビ朝日）
- ビートたけしの禁断のスクープ大暴露!!超常現象秘Xファイル（2008年12月30日、テレビ朝日）
- プラチナム学園（2009年、スカパーエンタ371！！）
- うわさ体感バラエティ くちこみっ大捜索（2009年9月、フジテレビ）
- ラブエイジングメソッドバスト編（2011年4月15日 - 17日、BS-TBS）
- サタデーバリューフィーバー「イレイサー×イレイサー アラサーアイドル」（2011年6月18日、日本テレビ）
- シルシルミシル くしゃみ女性（2011年7月24日、テレビ朝日）
- 愛しのメロンパン（2011年8月21日、CSテレビ朝日）
- ラブエイジングメソッドヒップ編（2011年9月21日 - 23日、BS-TBS）
- 爆笑そっくりものまね紅白歌合戦スペシャル（2011年9月27日・2012年3月24日、フジテレビ）
- 愛しのメロンパン グランドチャンピオン大会（2011年11月12日・11月26日、CSテレビ朝日）
- 世界一受けたい授業（2011年11月12日、2013年3月2日、日本テレビ）
- 大晦日はマル・マル・モリ・モリ！爆笑そっくりものまね紅白歌合戦 祭りだ祭りだスペシャル（2011年12月31日、フジテレビ）
- 水着DEしちゃお！（2011年、スカパーエンタ371！！）
- ぐるナイ春の２時間スペシャル、おケイコ男子「ねこんかつ」（2012年3月15日、日本テレビ）
- 好きになった人６ ドッキリ仕掛け人（2012年3月29日、日本テレビ）
- 犬とジュニアのワンダフルリポート（2012年3月31日、朝日放送）
- 美NEXT７（2012年8月12日、テレビ東京）
- 中居正広の怪しい噂の集まる図書館（2012年10月9日、テレビ朝日）
- ナカイの窓（2013年7月10日、日本テレビ）
- ドラえもん知識王No.1決定戦SP 大予選会（2014年7月26日、テレビ朝日）
- そんなバカなマン（2016年11月6日、フジテレビ）

### ドラマ
- 花ざかりの君たちへ～イケメンパラダイス 第5話、第9話（2007年7月31日・8月28日、フジテレビ）
- 働きマン（2007年、日本テレビ）
- 帝王（2009年、TBS）
- JIN-仁-（2009年、TBS） - 遊女 役

### インターネット
- きこうでんみさの”おまいら見るな!!”（2007年6月27日、GyaOジョッキー）
- 勝ち抜き!アイドル天国!!ヌキ天（2008年3月5日・19日・4月16日・7月9日、GyaO）[11]
- AKIBA18エンタメTV（2011年4月7日 - 、あっ!とおどろく放送局）
- ビックリ汁＆漫画家だらけのハッピーアワー（2011年4月7日、ニコニコ生放送）
- はきゅんのニコジョッキー（2011年9月9日 - 、ニコジョッキー）
- グリグリくりぃむ on YouTube 上田のバータースカウトキャラバン2013（2013年5月13日、YouTube）

### 広告
- コパトーン 日焼け止め

### イメージガール
- ゴルフトゥデイ（三栄書房）GTバーディ’s

### 映像ソフト
- ミテルだけ（2008年4月2日、avex）
- アイドルニッポン！！水泳大会～42の谷間～（2008年10月24日、リバプール）
- タマコロエクササイズ（2008年）

### イメージビデオ
- sensual（2005年5月22日、ジーオーティ） ※狩矢真美 名義
- 狩矢真美のいっしょにお勉強しましょ（2005年11月25日、ローランズ・フィルム） ※狩矢真美 名義
- 不思議少女（2009年7月24日、竹書房）
- 僕のHoney（2015年8月21日、イーネット・フロンティア）

### 映画
- 斑点（2009年11月11日、BABEL）

### WEB
- 朝日シネマ倶楽部
- ビキニ酒店（2009年）

### その他
- ヌキフェス～俺たちのワンデイカーニバル～（2008年5月18日）
- 東京ゲームショウ2008 テクモブースコンパニオン
- ヌキフェスVol.2（2008年12月15日）
- 東京ゲームショウ2010 コーエイテクモブースコンパニオン
- 東京ゲームショウ2011 バンダイナムコブースコンパニオン
- ワコールラブエイジングメソッドヒップ編イベント（2011年9月21日池袋、25日大阪）